# 唯心論 (佛教)
在佛教歷史上，唯心論，又稱法界唯心論、三界一心論，是一個佛學理論，認為外境（色法）是不存在的，並且認為一切都是由質多（心）所現顯出來的，其認為法界中一切（十八界）唯心所現。這個學説最早可能起源於《阿含經》被撰寫的時期。在大乘佛教興起時，其在《華嚴經》中具體地表述了這個理論的內容。

## 概論
《華嚴經》宣稱法界是由心所現顯出來的，三界由一心所現。

## 歷史
在印傳佛教教內早已有三界一心論流行，但印傳佛教總體上仍然認為一切皆由業力所生而非由質多所現。
在印度教興起之後，印傳佛教分裂為顯乘佛教及密乘佛教，印度教創立者阿迪·商羯羅被認為是使印傳佛教衰落的重要人物之一。顯乘佛教認可法界唯心論，導致唯心論在佛教教內開始盛行。
亣乘佛教教內的虛妄唯心派認可三界唯心論。三界唯心論隨着亣乘佛教傳入中華後衍生出萬法唯心論，後者宣稱「萬法唯心造」，不同於三界唯心論，萬法唯心論認為所有法體都是實有的，只不過它們皆是由質多所造現出來的。阿迪·商羯羅曾經對三界唯心論作出批駁。
一些佛學研究人認為唯心論等許多理論與原始佛教教義不符，但認為與大乘佛教有關的如來藏論等不少理論是在原始佛教教義上發展出來的，故此它們仍然符合無我論的原則，而且有利於眾生的習修。

## 批駁
信奉耆那教的哲學家迪尼亞加（Dignāga）等人對三界唯心論提出了一系列批駁意見，其中   亞紹維賈亞（Yaśovijaya）聲稱人們無法感知絕對不存在的客體（三界唯心論斷言外在世界完全不存在），相反, 正因為當他們認為自己感知不了理應存在的客體時，他們才會得出客體不存在的結論，在此基礎上, 亞紹維賈亞聲稱三界唯心論的正確性是無法被證明的，在亞紹維賈亞看來，大乘佛教論師法稱所持有的觀點最好被視為先驗唯心論觀點而非三界唯心論觀點，儘管亞紹維賈亞是耆那教信奉者，不過他基於耆那教所認可的阿尼坎塔瓦達論，聲稱佛敎信奉者所持有的觀點仍然可能是部份正確的。

## 外部連結
- 李師政：空有三 （页面存档备份，存于）